# Organo meccanico (orologio musicale)
L'organo meccanico o orologio meccanico (in tedesco Flötenuhr o Spieluhr o Orgeluhr) è uno strumento musicale meccanico (automa) della famiglia degli aerofoni, consistente in un orologio combinato con un piccolo organo. A un'ora determinata l'orologio attiva un rullo dentato sul quale è inciso il brano da riprodurre automaticamente; il rullo a sua volta attiva il mantice che immette aria nelle piccole canne.
Importanti compositori scrissero opere appositamente per tale strumento musicale, come Haydn, Mozart, Händel, W. F. Bach, C. Ph. E. Bach, Salieri, Cherubini e Beethoven.

## Storia
Le sue esatte origini sono ignote. Nel XVII secolo fu costruito come orologio di lusso dai maestri orologiai di Augusta, e verso il 1760 apparve nel Giura sotto forma di pendola. L'epoca d'oro della sua produzione fu il tardo XVIII secolo. Semplici orologi meccanici furono fabbricati dal 1770 al 1850 in un gran numero di pezzi nella Foresta Nera.
Gli organi meccanici erano destinati di solito a una clientela d'alta classe, ricca e culturalmente elevata, e quindi a personaggi istruiti con un'adeguata competenza musicale e artistica. Gli esemplari più eleganti furono prodotti a Vienna e a Berlino.

## Esemplari
Tra i più noti organi meccanici storici si annoverano i tre esemplari creati dopo il 1782 da fra Primitivo Niemecz, bibliotecario degli Esterházy, orologiaio e amico di Haydn, che proprio a questi commissionò la composizione di brani per il proprio strumento. Niemecz fu assai rinomato ed esportò le sue creazioni fino in Inghilterra; due di esse sono conservate al castello di Esterháza, una terza a Vienna.
Al castello di Elisabethenburg si trova una comtoise musicale dell'orologiaio berlinese Louis George. Un orologio simile, dell'epoca di Federico il Grande, è conservato nel palazzo di Sanssouci. È un orologio da parete che proviene a sua volta dallo stabilimento di George ed è collocato a muro in una stanza degli ospiti delle Neue Kammern. Possiede una cassa lignea con rivestimento d'ottone intarsiato di fiori di madreperla e altri materiali, e munita di una ricca decorazione d'ottone dorato (rocaille, acanto, rami fioriti).
Il museo degli orologi di Furtwangen conserva un grande orologio meccanico fabbricato nel 1840, con tre registri e ottantadue canne, recante un dipinto sul soggetto della morte di Gessler per mano di Guglielmo Tell. Il suo meccanismo offre un repertorio di dodici melodie, una per ogni ora, e aziona figurine animate di danzatori e orchestrali. L'orologio è conservato quasi nelle condizioni originali ed era l'attrazione principale della casa privata francese che l'ha posseduto fino al 1999.

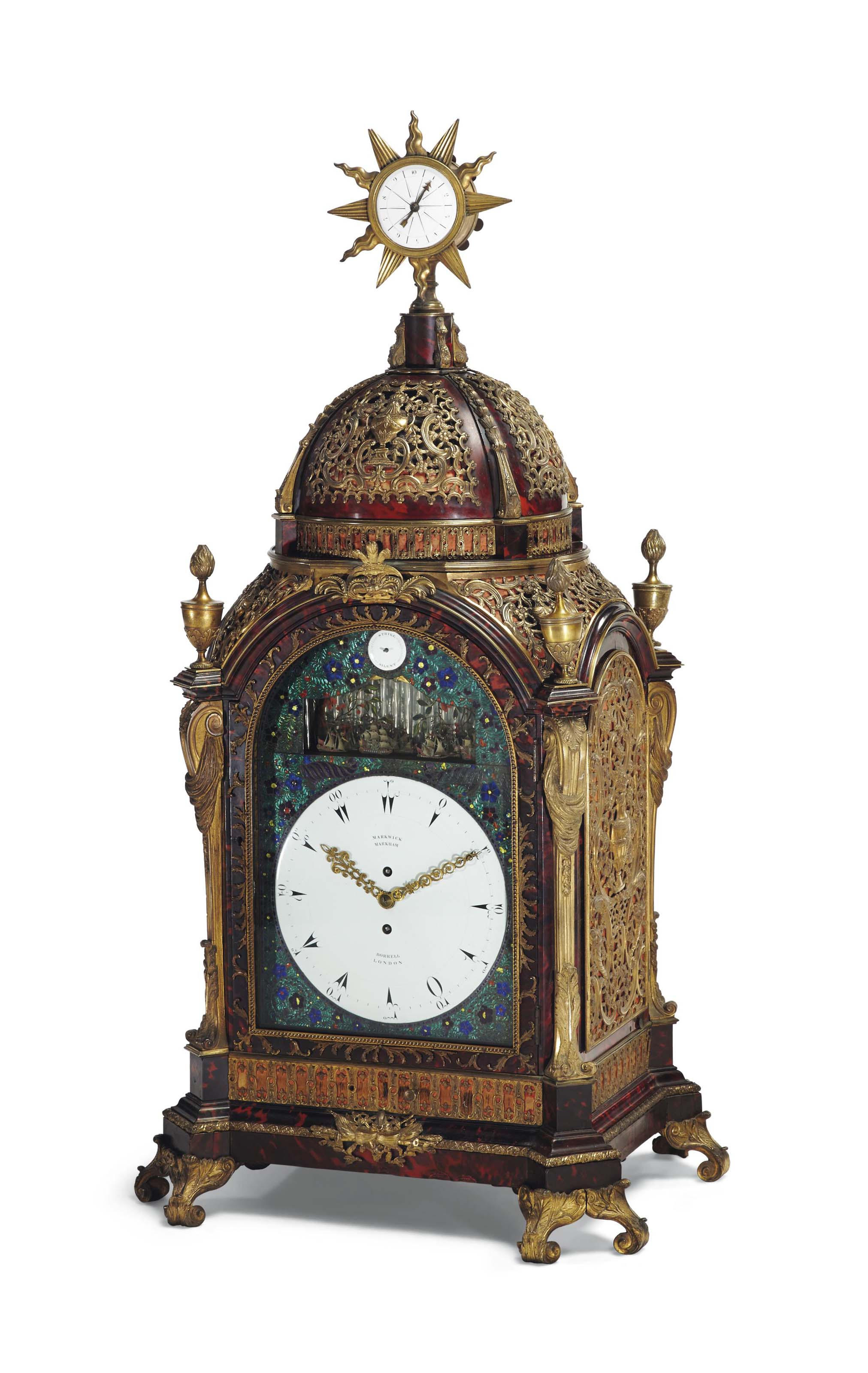
Organo meccanico Markwick Markham (chiuso, 1770 circa)
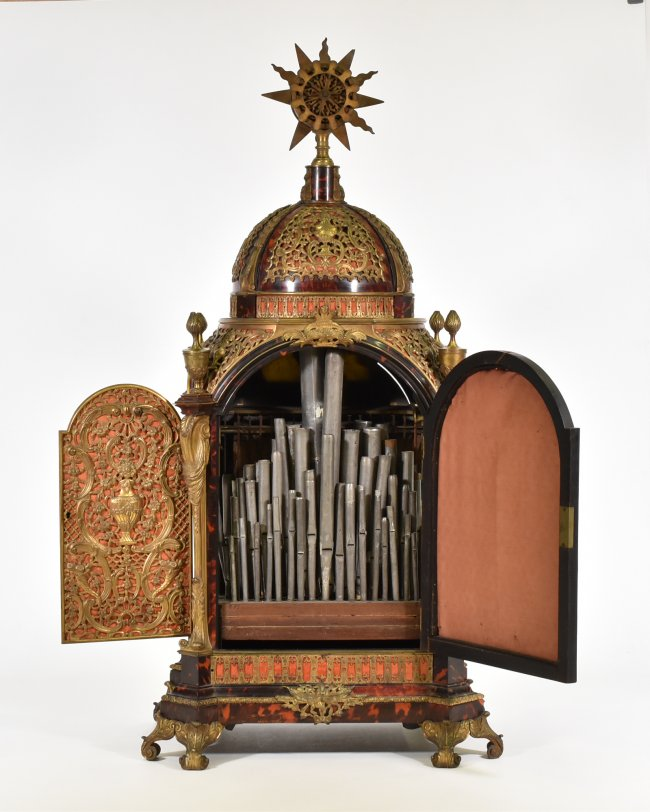
Organo meccanico Markwick Markham (aperto, 1770 circa)
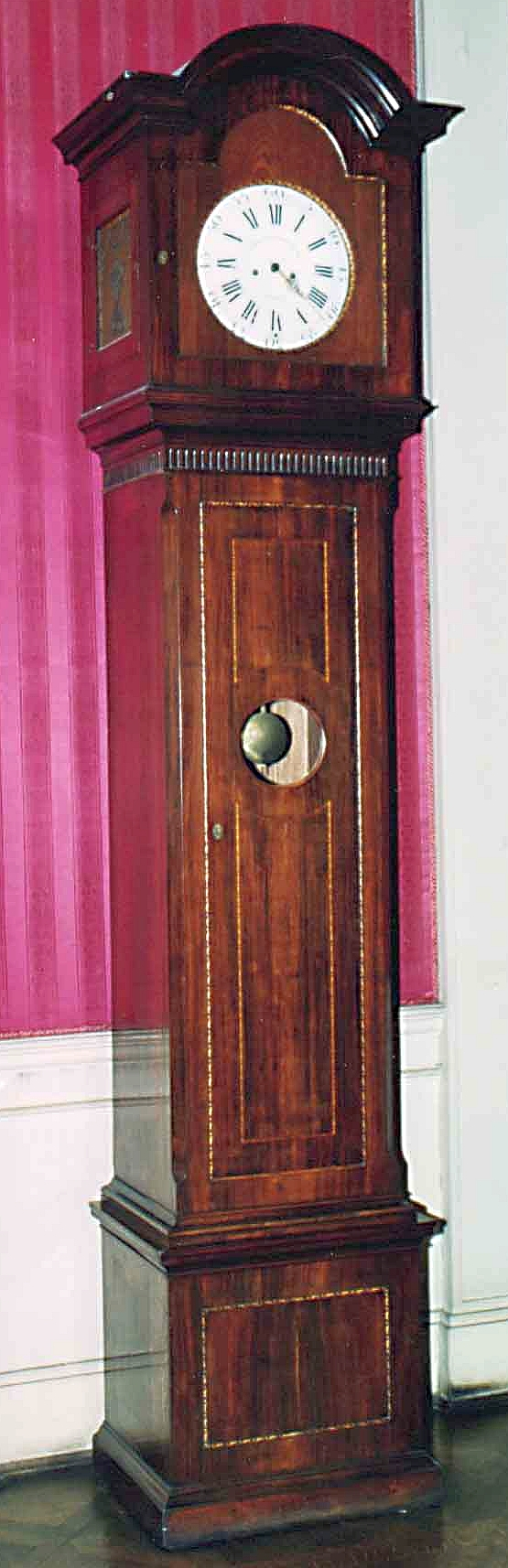
Comtoise di Louis George (1780 circa)
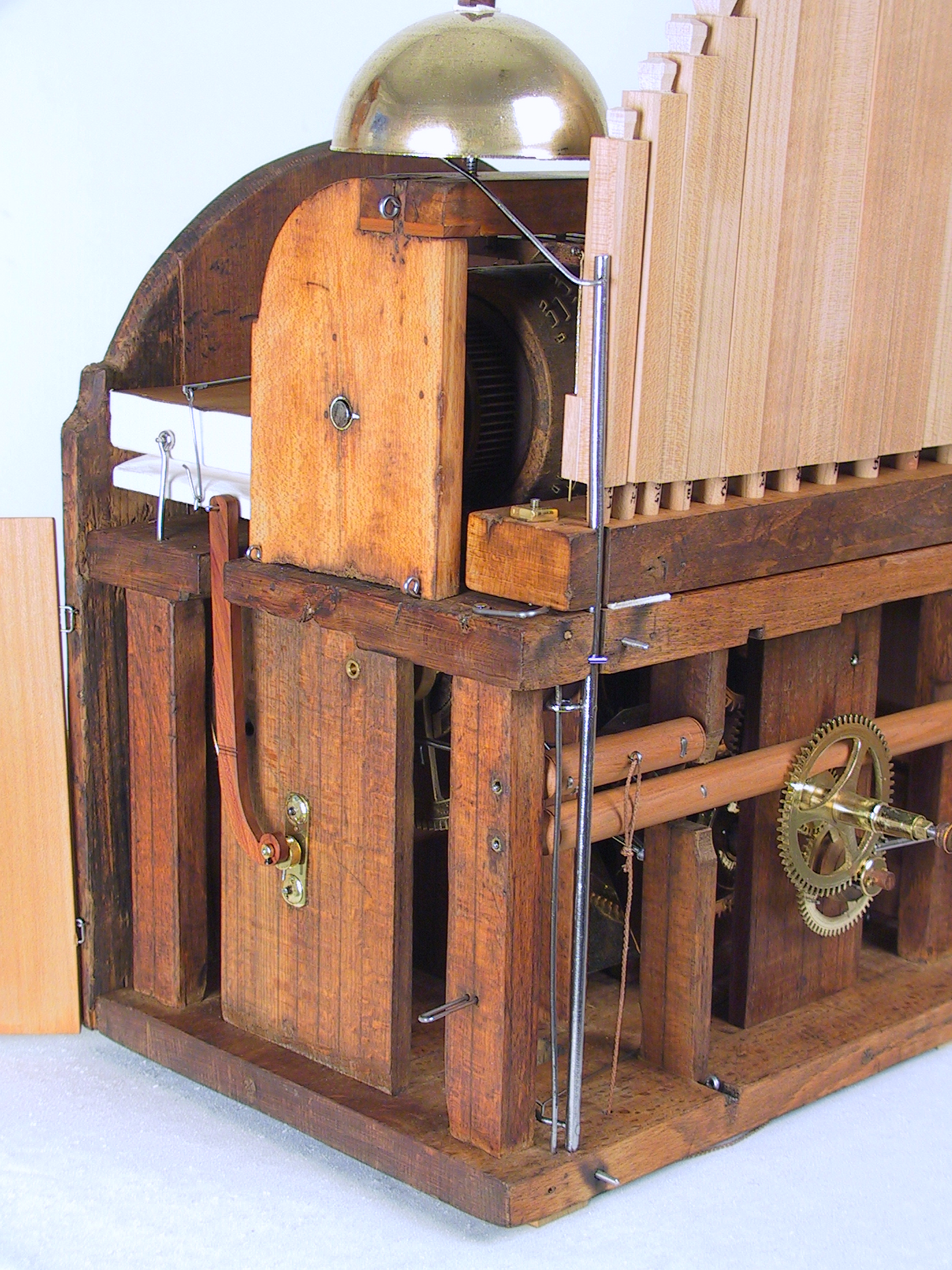
Orologio meccanico della Foresta Nera (1820 circa)
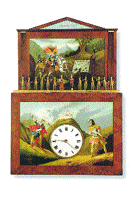
Orologio meccanico al museo di Furtwangen
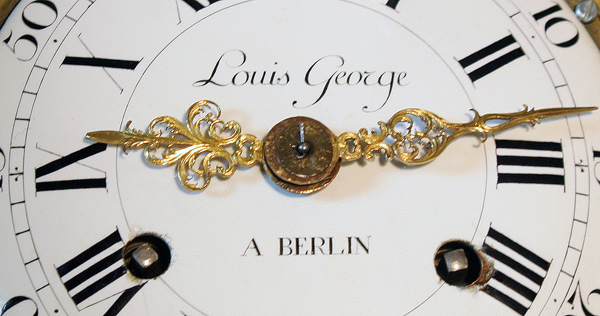
Particolare di un orologio da parete vintage di Sanssouci

## Musica per organo meccanico
L'organo meccanico è uno strumento dalle capacità piuttosto limitate sul piano espressivo: quello per il quale avrebbe dovuto comporre Mozart, ad esempio, possedeva solo due piccole canne d'organo del registro dei flauti. Lo stesso compositore, caso raro nella sua carriera, lo stroncò ferocemente:
(Wolfgang Amadeus Mozart, lettera a Constanze del 3 ottobre 1790)
Mozart convinse perciò il committente a procurargli uno organo di maggiori dimensioni, dotato di registri gravi e capace quindi di produrre i bassi che avrebbe impiegato nelle fantasie destinate allo strumento.
Un'altra limitazione era di durata, dipendente dalle dimensioni del rullo; né aveva senso la scrittura di variazioni tecnicamente sofisticate. Tuttavia gli strumenti meccanici ebbero una breve stagione di celebrità, e molti compositori scrissero appositamente per l'orologio: oltre a Haydn e Mozart si ricordano Händel, W. F. Bach, C. Ph. E. Bach, Salieri, Cherubini, Beethoven.
Gli esemplari conservati e ancora muniti del rullo rappresentano una sorta di «registrazione» ante litteram utile per comprendere, ad esempio, la realizzazione degli abbellimenti, o a fornire indicazioni sul tempo. L'orologio viennese di Niemecz, costruito nel 1796, testimonia in particolare l'anomalo impiego di trilli diretti in Haydn, il cui repertorio (Hob:XIX) include peraltro arrangiamenti di alcuni frammenti di opere, sinfonie, quartetti, Lieder e altre composizioni.
Mozart e Beethoven scrissero per organo meccanico sotto l'impulso di un personaggio stravagante, il conte von Deym, che fu anche marito - pare compiacente - di una delle amanti di Beethoven. Deym aveva allestito a Vienna un museo delle cere nel quale commemorava la scomparsa di personaggi illustri. Tra questi spiccava il feldmaresciallo  von Laudon morto il 14 luglio 1790. La sua statua, collocata in un mausoleo e adagiata in una bara di cristallo, era offerta alla vista di un pubblico pagante con il sottofondo delle melodie riprodotte dall'orologio. Le pagine mozartiane presentano difficoltà e virtuosismi consentiti dalla mancata destinazione alla mano umana.
Varie composizioni sono state trascritte per pianoforte (pianoforte solo, pianoforte a quattro mani, due pianoforti), organo, orchestra.

### Composizioni
- Händel
  - Allegro per organo meccanico HWV 473
  - Sonata per organo meccanico HWV 578
  - Dodici pezzi per organo meccanico HWV 587-604
- W. F. Bach
  - Diciotto pezzi per organo meccanico F 207
- C. Ph. E. Bach
  - Trenta pezzi per organo meccanico Wq 193
- Haydn
  - Trentadue pezzi per organo meccanico Hob:XIX
- Mozart
  - Fantasia per organo meccanico K 594
  - Fantasia per organo meccanico K 608
  - Andante per organo meccanico K 616
- Beethoven
  - Cinque pezzi per organo meccanico WoO 33